# Horst Kopkow
Horst Kopkow est un officier subalterne de la SS, né le 29 novembre 1910 à Ortelsbourg (province de Prusse-Orientale, Empire allemand) et mort le 13 octobre 1996 à Gelsenkirchen (Allemagne).
Il travailla pour le Sicherheitsdienst (SD) et, après guerre, pour le MI5 britannique.

## Biographie

### Seconde guerre mondiale
À compter de septembre 1939, Kopkow travaille au quartier-général du SD à Berlin, responsable du contre-espionnage et du contre-sabotage, au sein du « Referat IV A 2 » du RSHA. 
En mai 1942, Heydrich étend ses fonctions à la capture des agents soviétiques parachutés en Tchécoslovaquie et en Pologne. Après la mort de Heydrich, remplacé par Himmler (intérim) puis Kaltenbrunner, les responsabilités de Kopkow s'étendent à tous les agents alliés parachutés dans le Reich. Ses services capturent ainsi des centaines d'agents soviétiques et britanniques.
Kopkow joue ainsi un rôle important dans la destruction de l'Orchestre rouge, arrêtant personnellement Harro Schulze-Boysen, et la destruction du réseau Rote Drei. Ses policiers capturent des membres du MI6 et du SOE, Kopkow ordonnant des centaines d'exécutions jusqu'à la fin de la guerre en 1945 et faisant transférer les détenus à Sachsenhausen et Ravensbrück. On compte notamment parmi ses victimes Violette Szabo, Noor Inayat Khan et le major Frank Chamier du MI6, qu'il a prétendu tué lors d'un raid aérien au-dessus de Berlin. Après l'opération Pôle Nord aux Pays-Bas, il fait exécuter 47 des 54 agents britanniques arrêtés.
Sous les ordres d'Ernst Kaltenbrunner, il est aussi l'une des personnes chargées de l'enquête sur l'attentat du 20 juillet 1944 contre Hitler.

## Après guerre
Arrêté le 29 mai 1945 par la police militaire britannique dans un village des bords de la Baltique, il est détenu dans un camp du MI5 à Bad Nenndorf jusqu'en 1947, date à laquelle il est transféré au Royaume-Uni. 
Il est ainsi interrogé par le MI5 dans des conditions relativement confortables. Kopkow dicte en effet ses notes à son ex-secrétaire Bertha Rose, le MI5 protégeant Kopkow de toute enquête sur les crimes de guerre qu'il aurait commis. L'agent du SOE Vera Atkins, qui travaille pour le bureau du juge-avocat général, apprend ainsi que Kopkow, recherché, est à disposition du MI5. 
Déclaré mort en juin 1948, il est autorisé l'année suivante, en tant qu'agent du MI5, à revenir en Allemagne chez sa femme, à Gelsenkirchen, sous l'alias d'« oncle Peter Cordes ». Il devint directeur de l'usine de textile[réf. nécessaire], organisant très probablement des réseaux à l'Est pour le compte du MI5.
Selon des archives du MI5 partiellement déclassifiées en 2004, le MI5 employa Kopkow pour étendre ses connaissances des services soviétiques, le libérant en RFA en 1949 ou 1950 comme ouvrier dans une usine de textile située[réf. nécessaire] dans la zone d'occupation britannique.
Il a été interrogé par la police ouest-allemande dans le cadre de l'enquête sur la disparition du directeur de la Gestapo Heinrich Müller.
Horst Kopkow est mort de pneumonie dans un hôpital de Gelsenkirchen en 1996.

### Source originale
- (en) Cet article est partiellement ou en totalité issu de l’article de Wikipédia en anglais intitulé « Horst Kopkow » (voir la liste des auteurs).